# 飯盛川
飯盛川（いいもりがわ）は、主に埼玉県鶴ヶ島市、坂戸市を流れる一級河川。

## 概要
日高市旭ヶ丘付近に源を発する。途中池尻池を通りつつ緩やかに蛇行しながら北に向けて流れ、坂戸の市街地を縦断する。坂戸市芦山町にある北坂戸水処理センター付近で流路が東向きに90度向きを変え、埼玉県管理区間となる。水田地帯の中を東に流れ、坂戸市小沼で越辺川の右岸に合流する。
合流点にはかつては霞堤があり、その間を流れながら越辺川に自然合流していたが
周囲は水害の常襲地帯で越辺川からの逆流防止のため2002年（平成14年）2月に飯盛川樋門および飯盛川排水機場が設けられた。
近年、一部が飯盛川改修事業により整備され、河道の拡幅および橋の架け替えが実施された。また高倉地区には2014年4月に「せせらぎの水辺」が完成した。
谷治川との合流点の付近に河津桜が植えられ、流路に沿って桜並木が整備されている。また、越辺川との合流点付近に白鳥の飛来地がある。

## 支流
- 谷治川[10][1]

このほか雷電池からの支流も飯盛川と呼ばれる。

## 橋梁

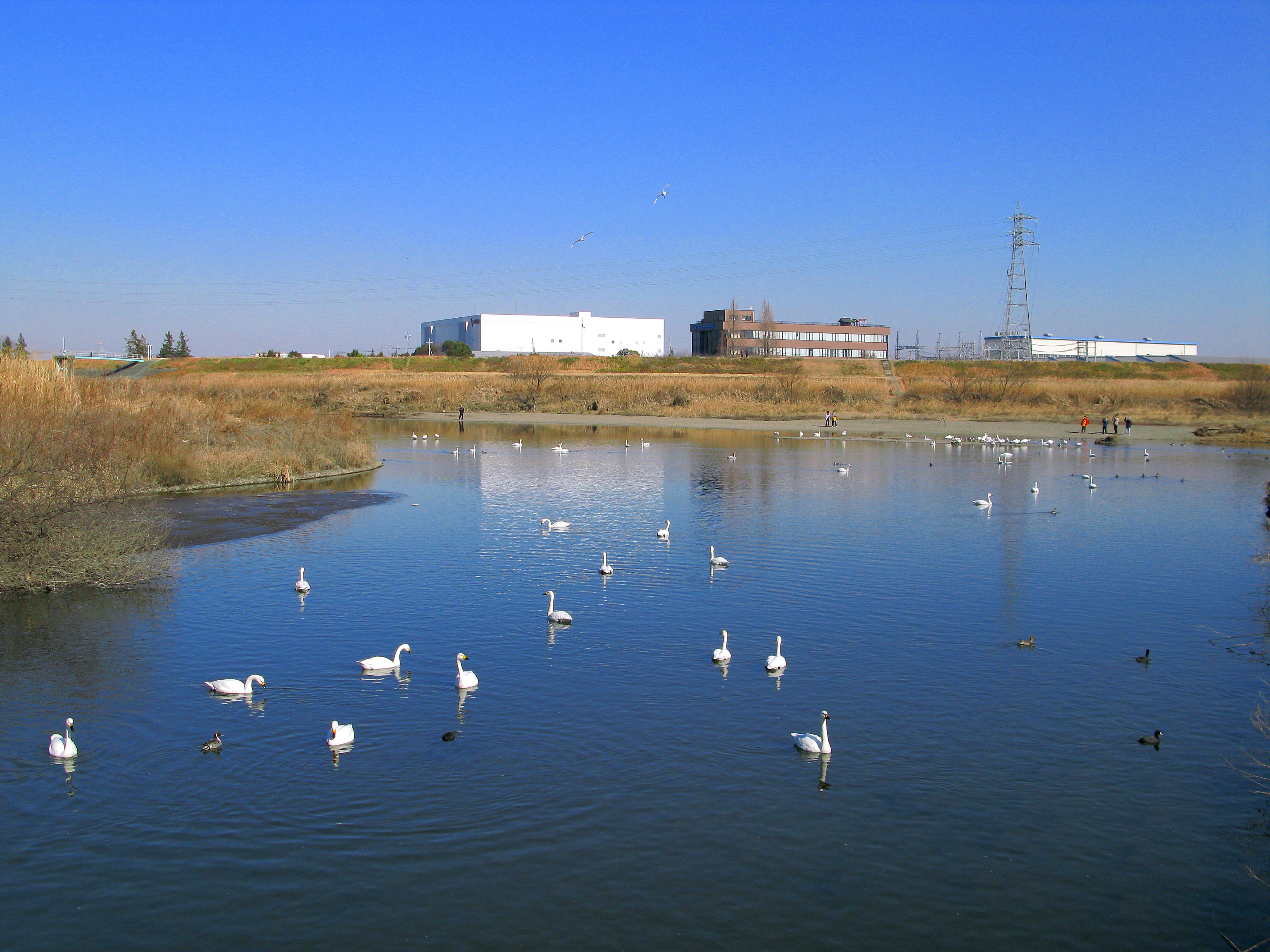
越辺川との合流点

上流より記載
- （埼玉県道114号川越越生線）
- 寿橋（日光街道）
- 鷹野屋敷橋
- 上山田橋
- 宮田橋
- 下山田橋
- （関越自動車道側道）
- （関越自動車道）
- （関越自動車道側道）
- 名称不明
- 八幡橋
- 名称不明
- 東武東上本線
- 名称不明
- 山田橋（埼玉県道39号川越坂戸毛呂山線）
- 中山田橋
- 下山田橋
- 飯盛橋（埼玉県道39号バイパス）
- 東橋（埼玉県道74号日高川島線）
- 薬師橋
- 名称不明
- 金内橋
- 西ノ前橋
- 名称不明
- （国道407号）
- 名称不明

- 柱蓮松橋（埼玉県道256号片柳川越線）
- 蓮台橋
- 名称不明
- 氷川橋（埼玉県道74号日高川島線）
- 東谷3号橋
- 石井勝呂橋
- 名称不明
- 船戸2号橋
- 河原橋
- 飯盛川樋門